# Петер Шівуте
Петер Шівуте (англ. Peter Shivute) — Намібійський суддя, який обіймає посаду Верховного судді Намібії з 2004 року ставши першим темношкірим Намібійцем на цій посаді. 

## Молодість та освіта
Петер Шівуте народився у 1963 році у Південно-Західній Африці (Нині Намібія). У 16 років його заслали у вигнання і він поїхав в Замбію, де продовжив середню освіту. 
У 1986 році перебуваючи у Замбії, отримав диплом юридичних наук з відзнакою.
Після отримання диплому, виїхав до Сполученого королівства, де у 1991 році з відзнакою отримав ступінь бакалавра права у Коледжі Тринті-Холл Кембриджського університету. Після чотирьох років роботи у сучасній Намібії, знову виїхав до Великобританії щоби отримати ступінь магістра права у Університету Ворика у 1996 році. Окрім цього, Шівуте також має диплом з вивчення розвитку та менеджменту. 

## Юридична кар'єра та громадська діяльність
Петер Шівуте був призначений магістратом Судовій системі Замбії у 1987 році, але тоді йому навіть не було 24 років. Після повернення у Намібію, він працював магістратом у Судовій системі Намібії з 1991 по 2000 роки, а пізніше став головою Верховного суду Намібії. 

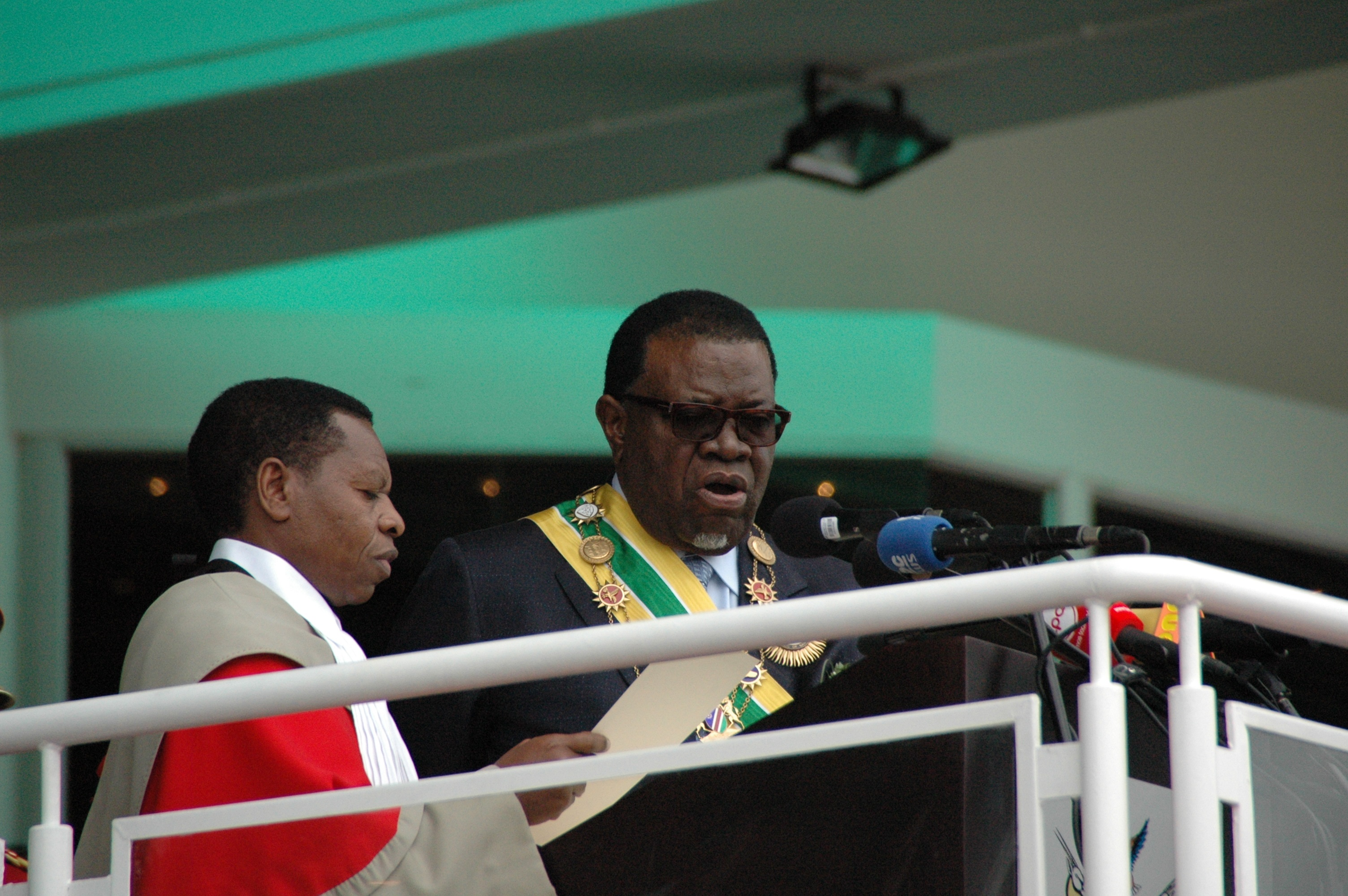
Петер Шівуте (ліворуч), під час складання присяги президента Намібії Хаге Гейнгоба. (2015 рік)

1 Грудня 2004 року був призначений головою Верховного суду Намібії (Головним суддею Намібії). Завдяки чому став четвертим верховним суддею Намібії, будучи наступником Йохана Стрідома, який пішов у відставку у 2003 році. Також Шівуте є головою Комісії судової служби Намібії та Ради юридичної освіти Намібії. У 2002 очолював Комісію з розмежування Намібії, орган який відповідає за адміністративний поділ країни та приймає рішення щодо адміністративного поділу Намібії.
Петер Шівуте часто робить публікації у пресі на тему політики, прав людини та законів у Намібії. Одружений з суддею Наомі Шівуте.